# Combate de Pilar (1867)
El combate en Villa del Pilar se desarrolló durante la Guerra de la Triple Alianza, que enfrentó al Paraguay contra la Argentina, Brasil y Uruguay. Fuerzas brasileñas al mando del entonces coronel Rufino Eneias Gustavo Galvão, vizconde de Maracaju, entraron en la ciudad el 20 de septiembre de 1867. 250 soldados paraguayos resistieron el ataque y luego el mariscal Francisco Solano López, presidente del Paraguay, ordenó al Coronel Felipe Toledo, comandante de su escolta personal, liberar a la villa.
Los brasileños fueron rechazados con 300 bajas. Los paraguayos tuvieron 174 bajas.

## La Batalla
El 20 de septiembre de 1867, el vizconde de Maracaju desembarcó en el puerto de la Villa del Pilar con 800 soldados brasileños. Fueron recibidos por una feroz resistencia de la pequeña guarnición, compuesta por 250 hombres apoyados por muchas de las mujeres que permanecían en la ciudad. El mariscal López, enterado del ataque brasileño a la ciudad, envió a su escolta personal, unos 150 jinetes a cargo del coronel Felipe Toledo.
En un vapor y tres pequeñas embarcaciones en buenas condiciones desembarcaron los refuerzos. La batalla fue rápida, pues los brasileños no esperaron a los jinetes paraguayos, que encontraron caballos en las proximidades de la villa, ayudados por las mujeres de la ciudad. Con combates cuerpo a cuerpo y cargas al arma blanca, los guaraníes llevaron de regreso al puerto a los brasileños, que debieron retirarse derrotados. Se cuenta que unos negros brasileños, intentando escapar en una canoa con melaza, terminaron con las manos y piernas pegoteadas, debiendo huir de manera muy chistosa, lo que ocasionó las burlas de las mujeres y niños del lugar, quienes los observaron escabulléndose a través del río.
A pesar de la victoria paraguaya, los brasileños causaron grave daño a la guarnición, capturando cerca de 200 cabezas de ganado y alimentos de la villa, además de 60.000 cartuchos y otras armas y municiones valiosas para el esfuerzo bélico paraguayo.
La villa fue abandonada el 27 de octubre de 1867, dándose una pequeña escaramuza entre paraguayos y aliados sin resultado. Fue ocupada el día siguiente, 28 de octubre de 1867.